# Andrea Gentile (calciatore)
Andrea Gentile (Aosta, 9 febbraio 1980) è un ex calciatore italiano, di ruolo centrocampista.

## Carriera

### Club
Cresciuto nelle giovanili della Juventus, debutta nel Valle d'Aosta Calcio in Serie D nel 1998. Tornato alla Juventus, nel 2000 passa al Brescello. Dal 2002 al 2007 gioca in Serie B per Triestina, Messina, Arezzo, Torino, Crotone. A gennaio 2007 viene ceduto al Monza. Nel campionato 2007-2008 passa al Padova dove segna una rete nella prima giornata di campionato contro il Monza, sua ex squadra. Alla fine della stagione 2008-2009 rimane senza squadra.
Il 3 marzo 2010 il giocatore si aggrega al club dell'Olbia. Nell'estate 2010 passa alla Canavese in Seconda Divisione e nell'estate del 2011 raggiunge Ezio Rossi all'A.C. Cuneo 1905 campione d'Italia dilettanti con il quale partecipa in maniera fattiva al torneo di Seconda Divisione, conquistando la promozione in Prima Divisione, dopo i trionfali play off vinti contro la Virtus Entella. Nella stagione 2012-2013 rescinde il contratto e annuncia di voler smettere di giocare a calcio. A gennaio 2013 inizia ad allenarsi con il Vallée d'Aoste, per il quale firma fino a fine stagione.
Il 30 giugno 2013 rimane svincolato e il 22 luglio seguente parte per il ritiro a Coverciano dei calciatori svincolati sotto l'egida dell'Associazione Italiana Calciatori. Firma un nuovo contratto con il Vallée d'Aoste il 30 agosto 2013.
Vanta 117 presenze e 7 gol in Serie B.

### Nazionale
Vanta 5 presenze nelle nazionali minori. Due presenze con la Nazionale Under-15 nel 1995 e tre presenze con la Nazionale Under-16 tra il 1995 e il 1996.